# گروه تقارنی

یک چهاروجهی که تحت ۱۲ دوران مجزا، بدون در نظر گرفتن انعکاس‌ها، ناوردا می‌باشد. در اینجا، این دوران‌ها در قالب گراف دوری به نمایش درآمده اند، به این صورت که یال‌های دوران (پیکان‌های آبی) و رأس مربوط به دوران (پیکان‌های قرمز)، که چهاروجهی را بین موقعیت‌های مختلف جایگشت می‌دهند. این ۱۲ دوران، تشکیل گروه (تقارنی) دورانی شکل مورد نظر را می‌دهند.

در نظریه گروه‌ها، گروه تقارنی (به انگلیسی: Symmetry Group)، از یک شیء هندسی، گروهی از تمام تبدیلاتی است که تحت آن‌ها شیء مورد نظر ناوردا بوده، به گونه‌ای که با عمل گروهی ترکیب مجهز شده باشند (یعنی عملگر گروهی اش همان ترکیب توابع است). چنین تبدیلاتی، نگاشت‌های معکوس پذیری از فضای پیرامونی (Ambient Space) اند که شیء را به خودش نگاشته و همزمان تمام ساختارهای مرتبط با شیء را حفظ می‌کنند. نمادگذاری رایج برای گروه تقارنی یک شیء چون {\displaystyle X}، به این صورت است: {\displaystyle G=Sym(X)}.
تقارن‌های یک شیء در فضای متری، تشکیل زیرگروهی از گروه ایزومتری فضای پیرامونی می‌دهد. این مقاله عمدتاً گروه‌های تقارنی هندسه اقلیدسی را در نظر می‌گیرد، اما این مفهوم ممکن است برای انواع کلی تری از ساختار هندسی نیز مورد مطالعه واقع شود.